# Алтыагач
Алтыагач (азерб. Altıağac) — посёлок городского типа в Хызынском районе Азербайджана.

## География
Расположен у северных подножий хребта Дубрар, на берегу реки Атачай в 19 км к западу от районного центра Хызы. Через посёлок проходит дорога Хызы — Алтыагач. Вблизи находится одноимённая гора.

## Население
Согласно этнографическим материалам конца XIX века, Алтыагач был русским поселением.
Согласно материалам Азербайджанской сельскохозяйственной переписи 1921 года Алты Агач — селение Алтыагачского сельского общества в составе Шемахинского уезда. Численность населения — 2770 человек. Преобладающая национальность — русские.

## Инфраструктура
По посёлку раскинулся живописный национальный парк. В Алтыагаче есть школа, дом культуры, больница, библиотека, детский сад и почтовое отделение. Является курортным регионом.

## Известные уроженцы
- Невмержицкая, Евгения Степановна (род. 1945) — актриса. Народная артистка Азербайджана.